# Araeomolis guianensis
Araeomolis guianensis là một loài bướm đêm thuộc phân họ Arctiinae, họ Erebidae.